# Chasuble de Thuir
La chasuble de Thuir, ou manteau de la Vierge de Thuir est une pièce de tissu en soie médiévale autrefois employée comme manteau pour habiller une statue de Vierge à l'Enfant. Elle est peut-être la plus ancienne pièce de tissu connue utilisée à ces fins.

## Description
Cette pièce de soie est un samit façonné quatre lats. Le tissu, d'un rouge vif, est teint au Kermes vermilio et décoré de dessins jaunes et noirs. 
Il en existe quatre fragments. L'un est conservé au musée des Tissus et des Arts décoratifs de Lyon, les autres sur leur lieu d'origine, en l'église Notre-Dame de la Victoire de Thuir (Pyrénées-Orientales). L'exemplaire de Lyon mesure 27,6 cm de haut pour 19,4 cm de large.
Les trois exemplaires conservés à Thuir ont pour dimensions respectives 104 cm × 64 cm, 105 cm × 84 cm et 77 cm × 48,5 cm.
Le fragment de Lyon montre sur toute sa surface un aigle à deux têtes tenant en ses serres des bouquetins. Les parties conservées à Thuir sont déchirées et en moins bon état de conservation. L'un montre un aigle bicéphale semblable à celui de Lyon, l'autre des bouquetins se tenant debout sur leurs pattes arrière. Le plus petit fragment montre un extrait de sourate écrit en calligraphie kufi.

## Histoire
Le tissu pourrait avoir été confectionné en Andalousie vers l'an 1300 ou au XIe siècle. À Thuir, il est utilisé pour envelopper une statue de la Vierge, appelée Notre-Dame-de-la-Victoire. On lui attribue des pouvoirs de guérison, notamment pour les femmes en couches. Pour cela, des fragments du tissu étaient prélevés et donnés aux malades. L'évêque d'Elne interdit cette pratique au XVIe siècle pour protéger le manteau. Il protège le tissu dans un reliquaire qui est parfois amené près des malades. Le manteau n'est plus installé sur la statue que pour les processions lors de la fête annuelle.
En 1955, les fragments restés à Thuir sont restaurés. Le manteau est classé monument historique au titre d'objet la même année.
D'octobre 2014 à janvier 2015, le fragment de Lyon est exposé au musée du Louvre, à Paris, lors d'une exposition consacrée au Maroc ancien.